# Chromatomyia beigerae
Chromatomyia beigerae är en tvåvingeart som beskrevs av Griffiths 1980. Chromatomyia beigerae ingår i släktet Chromatomyia och familjen minerarflugor.
Artens utbredningsområde är Polen. Inga underarter finns listade i Catalogue of Life.